# Liste der Naturdenkmale in Hohnstein (Sächsische Schweiz)
Die Liste der Naturdenkmale in Hohnstein (Sächsische Schweiz) nennt die Naturdenkmale in Hohnstein im sächsischen Landkreis Sächsische Schweiz-Osterzgebirge.

## Definition
„Naturdenkmäler sind rechtsverbindlich festgesetzte Einzelschöpfungen der Natur oder entsprechende Flächen bis zu fünf Hektar, deren besonderer Schutz erforderlich ist
1. aus wissenschaftlichen, naturgeschichtlichen oder landeskundlichen Gründen oder
2. wegen ihrer Seltenheit, Eigenart oder Schönheit.“

„§ 18 – Naturdenkmäler – (zu § 28 BNatSchG)
(1) Die Erklärung nach § 22 Abs. 1 BNatSchG von Teilen von Natur und Landschaft als Naturdenkmal erfolgt durch Rechtsverordnung oder Einzelanordnung.
(2) Über § 28 Abs. 1 BNatSchG hinaus können Naturdenkmäler zur Sicherung von Lebensgemeinschaften oder Lebensstätten von im Bestand gefährdeten oder streng geschützten Arten festgesetzt werden.“

## Liste
Link zu einem Kartenansichtstool, um Koordinaten zu setzen.
| Bild            | Bezeichnung                                                    | Lage                                                    | Beschreibung   | Datum      | Nummer  |
| --------------- | -------------------------------------------------------------- | ------------------------------------------------------- | -------------- | ---------- | ------- |
| BW              | Marschners Büschel                                             | Rathewalde (50° 59′ 12,1″ N, 14° 4′ 9,5″ O)             |                |            | SSZ 006 |
| BW              | Lindenrundteil bei Zeschnig                                    | Zeschnig (50° 59′ 4,9″ N, 14° 5′ 24,4″ O)               |                | 2, 4, 5    | ssz 045 |
| BW              | Birkenreihe bei Lohsdorf                                       | Lohsdorf, Ulbersdorf (50° 58′ 10,5″ N, 14° 10′ 56,4″ O) |                | 5          | ssz 050 |
| BW              | Rotbuche am Klötzerberg nordwestlich Cunnersdorf bei Hohnstein | Cunnersdorf b.Hohnstein (51° 1′ 9,5″ N, 14° 7′ 57,6″ O) |                | 1, 2, 4, 5 | ssz 070 |
| BW              | Vier Eschen am Meilergraben südwestlich Ulbersdorf             | Ulbersdorf (50° 57′ 6,1″ N, 14° 11′ 38,7″ O)            |                | 1, 4, 5    | ssz 073 |
| BW              | Linden auf dem Schneckenberg bei Ulbersdorf                    | Ulbersdorf (50° 57′ 44,8″ N, 14° 12′ 27,4″ O)           |                | 2, 4, 5    | ssz 081 |
| BW              | Wildkirsche am Galgenberg bei Hohnstein                        | Hohnstein (50° 59′ 17,1″ N, 14° 7′ 4″ O)                |                | 1, 2, 4    | ssz 087 |
| BW              | Stieleiche an der Schwarzbach unterhalb Lohsdorf               | Lohsdorf (50° 58′ 5,9″ N, 14° 10′ 59,6″ O)              |                | 1, 2, 5    | ssz 096 |
| BW              | Lauxgraben                                                     | (50° 56′ 53,2″ N, 14° 11′ 33,9″ O)                      |                |            | SSZ 096 |
| BW              | Nasenberg                                                      | (50° 56′ 48,7″ N, 14° 11′ 13,9″ O)                      |                |            | SSZ 097 |
| BW              | Maulberg                                                       | (50° 57′ 20,2″ N, 14° 10′ 59,6″ O)                      |                |            | SSZ 098 |
| BW              | Bei den Rabensteinen in Polenztal                              | Cunnersdorf (51° 0′ 43,4″ N, 14° 7′ 29,4″ O)            | FND (3,164 ha) |            | SSZ 101 |
| BW              | Gickelsberg bei Lohsdorf                                       | (50° 57′ 43,2″ N, 14° 10′ 4,2″ O)                       |                |            | SSZ 106 |
| Fotos hochladen | Schwarzberg                                                    | (50° 56′ 48,9″ N, 14° 11′ 2″ O)                         |                |            | SSZ 107 |
| BW              | Sebnitzleite bei Goßdorf                                       | (50° 56′ 47,9″ N, 14° 10′ 37,3″ O)                      |                |            | SSZ 108 |
| BW              | Zschirre                                                       | (50° 58′ 45,2″ N, 14° 4′ 6,3″ O)                        |                |            | SSZ 109 |
| BW              | Hutberg bei Ehrenberg                                          | (50° 59′ 42,6″ N, 14° 9′ 35,8″ O)                       |                |            | SSZ 126 |
| BW              | Lohsengründel bei Ehrenberg                                    | (50° 58′ 38,9″ N, 14° 8′ 52,8″ O)                       |                |            | SSZ 127 |
| BW              | Cunnersdorfer Folge                                            | (51° 1′ 4,7″ N, 14° 8′ 8,7″ O)                          |                |            | SSZ 128 |
| BW              | Zeschniger Himmelschlüsselwiese                                | (50° 59′ 42,2″ N, 14° 5′ 3,9″ O)                        |                |            | SSZ 129 |
| BW              | Teich`s Bruch in den Huten bei Rathewalde                      | (50° 59′ 30,6″ N, 14° 3′ 24,2″ O)                       |                |            | SSZ 136 |
| BW              | Bahndamm östlich Lohsdorf                                      | (50° 58′ 30,6″ N, 14° 10′ 36,5″ O)                      |                |            | SSZ 141 |

Das Nummernschema des Landkreises unterscheidet
- Einzelnaturdenkmal = Kleinbuchstaben (ssz 001 Winterlinde in Neustadt; …)
- Flächennaturdenkmal = Großbuchstaben (SSZ 001 Erlpeterquelle Pirna; …)